# Yevheniya Yaroshynska
Yevheniya Yaroshynska (1868 – 1904) va ser una educadora, escriptora i activista ucraïnesa.
Va néixer a la província de Bucovina a l'oest d'Ucraïna, en aquell moment part d'Àustria-Hongria. Com que l'alemany era la llengua oficial en aquell moment, les seves primeres històries van ser escrites en alemany. Després de la creació d'un diari ucraïnès a la seva regió, va començar a llegir autors ucraïnesos i a estudiar el folklore local. Va escriure la lletra de 450 cançons populars de Bucovina. El 1888, va començar a escriure articles sobre la cultura ucraïnesa per a publicacions periòdiques ucraïneses, alemanyes i txeques. Dos anys més tard, va començar a escriure històries en ucraïnès i a traduir literatura a ucraïnès. Va estudiar per ser mestra i va rebre el seu certificat el 1896. També es va implicar en el moviment de dones a Ucraïna.
Yaroshynska va contribuir a l'almanac Nasha dolya (El nostre destí), que va ser editat per Nataliya Kobrynska.
Va fer un curs de teixir i després va ensenyar a les pageses aquest ofici per permetre'ls generar més ingressos per a les seves llars. També va formar clubs de lectura on llegia els diaris als camperols per ajudar-los a mantenir-los al corrent de l'actualitat.
La seva obra va ser traduïda a l'anglès per a la col·lecció But... El Senyor calla (1999).